# Jabari Parker
Pour les articles homonymes, voir Parker.
Jabari Ali Parker, né le 15 mars 1995 à Chicago dans l'Illinois, est un joueur américain de basket-ball. Il mesure 2,01 m et évolue au poste d'ailier fort pour le Partizan Belgrade.

## Biographie

### Jeunesse
Parker est né à Chicago, dans l'Illinois où il y passe sa jeunesse. Il est le fils de l'ancien joueur NBA, Sonny Parker et de Lola Parker. Il a deux frères aînés, Darryl et Christian, ainsi que deux grandes sœurs, Iman et Tilah.

### Carrière lycéenne (2009-2013)

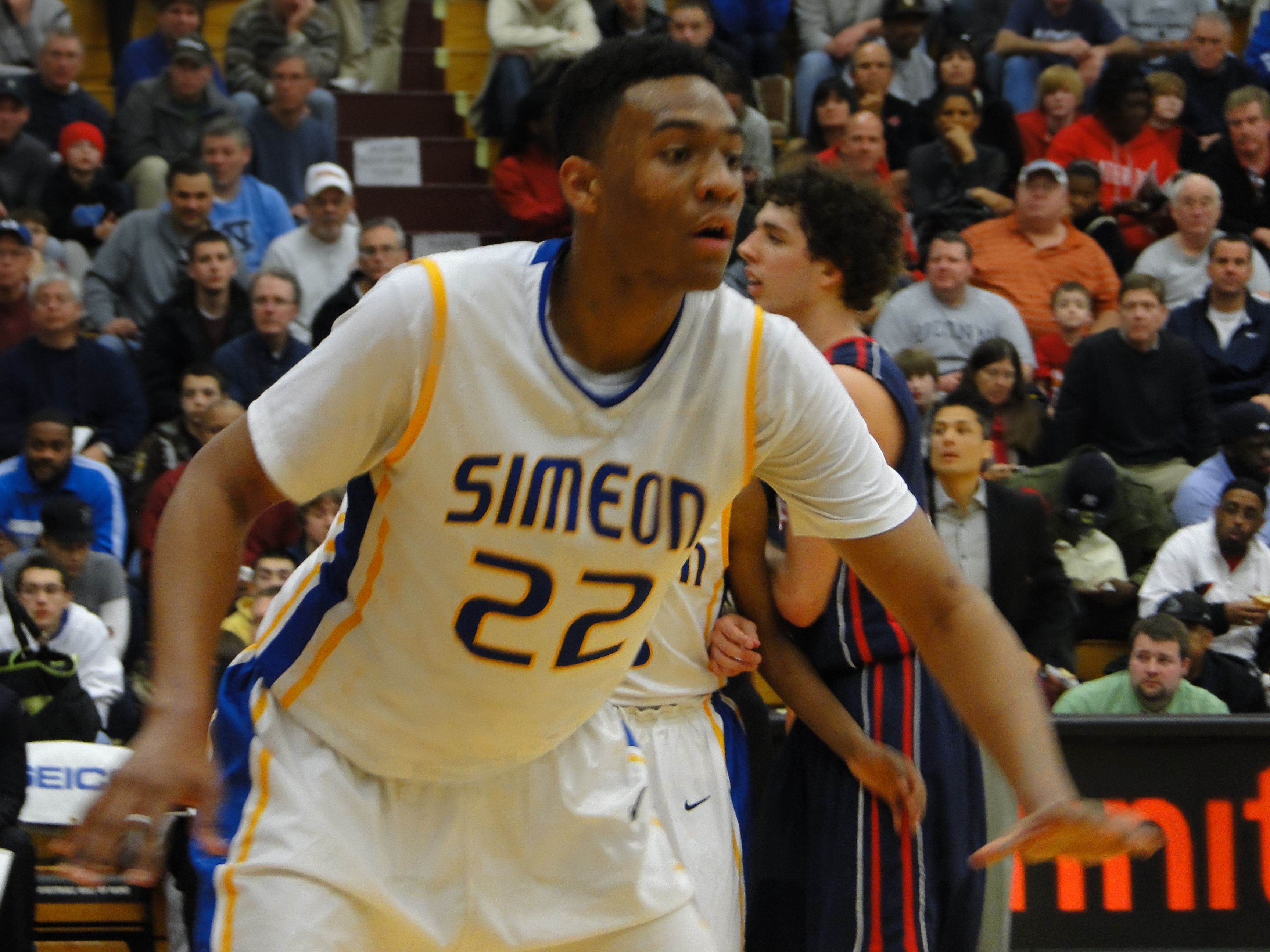
Parker à la Simeon Career Academy

Parker a joué 4 années à la Simeon Career Academy (en), célèbre pour avoir compté dans ses rangs Derrick Rose. Lors de sa première année, il inscrit en moyenne 9,3 points, prend 5,0 rebonds et fait 3,0 passes décisives par match.
Durant sa deuxième année, ses statistiques sont de 15,3 points et 5,9 rebonds par match.
Il continue de s'améliorer lors de sa troisième année, tournant à 19,5 points, 8,9 rebonds et 4,9 passes décisives par match. Il remporte de nombreuses distinctions personnelles au niveau national (dont le prestigieux Morgan Wooten Male Player of the Year 2013) et permet à son équipe de gagner le championnat de l'État de l'Illinois 4 années consécutives. Sports Illustrated le compare à LeBron James.
Il manque une partie de sa dernière année du fait d'une fracture du pied gauche contractée lors du championnat du monde de basket-ball des moins de 17 ans en 2012. Malgré cette blessure, il est attendu comme un joueur majeur de l'année universitaire 2013-2014. Il n'est cependant plus considéré comme le meilleur lycéen depuis qu'Andrew Wiggins ait été reclassé dans la classe lycéenne de 2013.
Ses statistiques lors de sa dernière année au lycée sont de 18,4 points, 10,4 rebonds et 2,7 passes décisives par match.

### Carrière universitaire (2013-2014)

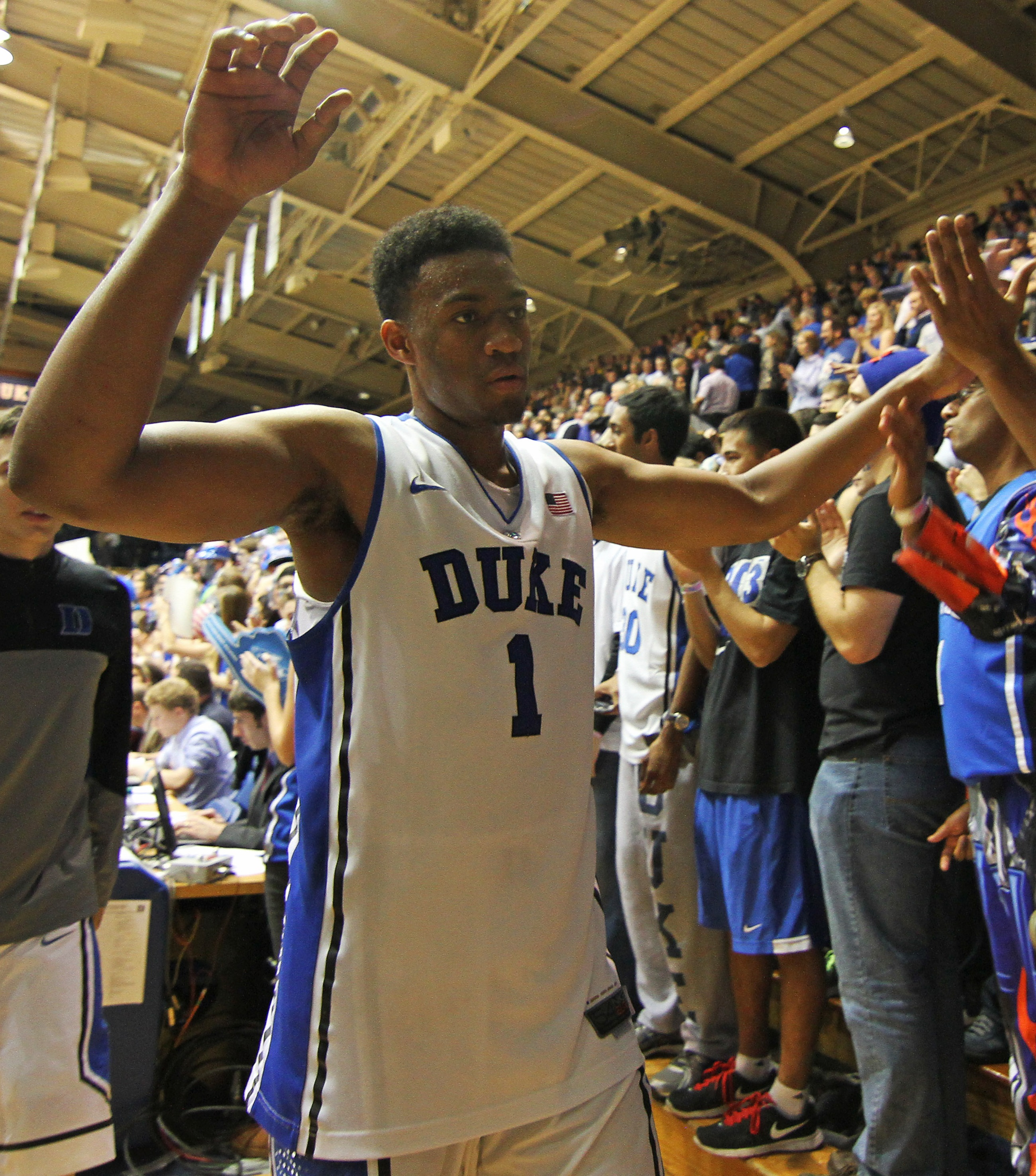
Parker en 2013 portant le maillot des Blue Devils de Duke

Le 20 décembre 2012, Jabari Parker annonce sur ESPN qu'il décide de s'engager avec l'équipe des Blue Devils de Duke. Convoité par de nombreuses universités comme Michigan State, Kansas, Florida ou encore DePaul, la possibilité de jouer pour l'entraîneur de Duke et sélectionneur de l'équipe nationale américaine de basket-ball, Mike Krzyzewski, finit par convaincre Parker de rejoindre les Blue Devils.
Jabari Parker réalise une excellente année universitaire avec des moyennes de 19,1 points et 8,7 rebonds par match. Duke atteint la finale du tournoi de basket-ball de la Atlantic Coast Conference, mais s'incline 72 à 63 face aux Cavaliers de la Virginie.
En fin de saison, il remporte de nombreux trophées personnels et se retrouve nommé dans différentes équipes types : il est unanimement sélectionné par l'Atlantic Coast Sports Media Association (ACSMA) et par les entraîneurs dans la All-ACC first team, et fait partie de la All-American first team. Enfin, il remporte le Wayman Tisdale Award récompensant le meilleur joueur disputant sa première année en NCAA, et fait partie des finalistes pour recevoir le Naismith Trophy, trophée attribué au meilleur joueur de l'année.
En mars 2014, lors du championnat NCAA 2014, Duke est éliminé dès le premier tour par les Bears de Mercer (en) et l'influence de Parker sur la rencontre est modeste (14 points et 7 rebonds).
Le 31 mars 2014, Jabari Parker est nommé dans le meilleur cinq de l'année en compagnie de Doug McDermott, Russ Smith, Shabazz Napier et Sean Kilpatrick.
Le 17 avril 2014, Parker annonce officiellement qu'il se présente à la draft 2014 de la NBA.

### Carrière professionnelle

#### Bucks de Milwaukee (2014-2017)
Le 26 juin 2014, Jabari Parker est sélectionné en deuxième position de la draft 2014 de la NBA par les Bucks de Milwaukee, l'intéressé se montrant satisfait par cette sélection :

« C’est formidable de pouvoir jouer pour une franchise qui vous veut vraiment […] J’ai toujours pensé que c’est avec cette équipe que j’allais jouer l’an prochain. L’équipe est jeune et nous allons gravir les échelons petit à petit. Nous avons un nouveau propriétaire et je suis très heureux de faire partie d’un tel projet. Il y a beaucoup à faire mais c’est extrêmement motivant […] Je vais faire le maximum pour faire plaisir au public de Milwaukee. »

Le lendemain, Parker se présente aux fans et aux journalistes lors d'une conférence de presse organisée par les Bucks de Milwaukee et dévoile qu'il portera le numéro 12 en NBA.
Le 16 décembre 2014, Parker se rompt le ligament croisé antérieur du genou gauche lors d'une contre attaque menée face aux Suns de Phoenix et manque le reste de la saison régulière. C'est un coup dur pour le joueur et son équipe qui réalisait une solide première année en NBA.
Parker joue son premier match après sa convalescence le 4 novembre 2015.
En février 2017, il se déchire de nouveau le ligament croisé antérieur du genou gauche. Cette blessure nécessite de la chirurgie et l'absence de Parker de la compétition est estimée à 12 mois.
Le 2 février 2018, Jabari Parker effectue son grand retour victorieux face aux Knicks de New York après 1 an de convalescence, il marque 12 points et prend 3 rebonds. Son équipe l'emporte 92-90.

#### Bulls de Chicago (2018-2019)
Le 14 juillet 2018, Parker signe un contrat de 2 ans pour 40 millions de dollars avec les Bulls de Chicago. Sa première année (2018-2019) est garantie mais l'équipe pourra choisir de le conserver ou non lors de sa deuxième année chez les Bulls.
En décembre, l'entraîneur Fred Hoiberg est remplacé par Jim Boylen. Parker ne participe plus aux rencontres des Bulls. Les raisons invoquées sont son manque de présence défensive et son individualisme en attaque.

#### Wizards de Washington (février 2019-juillet 2019)
Le 6 février 2019, il est envoyé aux Wizards de Washington en compagnie de Bobby Portis en échange d'Otto Porter.

#### Hawks d'Atlanta (2019-2020)
Le 8 juillet 2019, il signe un contrat de 13 millions de dollars sur deux ans avec les Hawks d'Atlanta.

#### Kings de Sacramento (2020-2021)
Le 5 janvier 2020, il est envoyé aux Kings de Sacramento avec Alex Len en échange de Dewayne Dedmon. Le 26 mars 2021, Parker est licencié par les Kings.

#### Celtics de Boston (2021-2022)
En avril 2021, Parker s'engage avec les Celtics de Boston pour deux saisons. Parker est licencié en octobre, puis resigné pour un contrat vétéran d'une saison, un contrat qui permet aux Celtics d'économiser un demi-million de dollars.
Le 7 janvier 2022, il est libéré par les Celtics.

#### FC Barcelone (2023-2025)
En août 2023, Jabari Parker quitte les États-Unis pour rejoindre, pour une saison, le FC Barcelone, champion d'Espagne et club participant à l'Euroligue,.

#### Partizan Belgrade (depuis 2025)
Le 28 juin 2025, il signe avec le Partizan Belgrade pour deux saisons.

## International
Parker a remporté la médaille d'or au championnat des Amériques des moins de 16 ans en 2011 (où il est élu MVP du tournoi) et au championnat du monde des moins de 17 ans en 2012. Il a participé au Nike Hoop Summit 2013 lors duquel il inscrit 22 points et capte 7 rebonds.

## Statistiques

### Universitaires
Le tableau suivant présente les statistiques individuelles de Jabari Parker pendant sa saison universitaire :
| Saison    | Équipe   | Matchs | Titul. | Min./m | % Tir | % 3pts | % LF | Rbds/m. | Pass/m. | Int/m. | Ctr/m. | Pts/m. |
| --------- | -------- | ------ | ------ | ------ | ----- | ------ | ---- | ------- | ------- | ------ | ------ | ------ |
| 2013-2014 | Duke     | 35     | 35     | 30,7   | 47,1  | 35,8   | 74,8 | 8,74    | 1,17    | 1,06   | 1,23   | 19,14  |
| Carrière  | Carrière | 35     | 35     | 30,7   | 47,1  | 35,8   | 74,8 | 8,74    | 1,17    | 1,06   | 1,23   | 19,14  |

### Professionnelles

#### Saison régulière
Statistiques en saison régulière
| Saison    | Équipe     | Matchs | Titul. | Min./m | % Tir | % 3pts | % LF  | Rbds/m. | Pass/m. | Int/m. | Ctr/m. | Pts/m. |
| --------- | ---------- | ------ | ------ | ------ | ----- | ------ | ----- | ------- | ------- | ------ | ------ | ------ |
| 2014-2015 | Milwaukee  | 25     | 25     | 29,5   | 49,0  | 25,0   | 69,7  | 5,52    | 1,68    | 1,24   | 0,20   | 12,32  |
| 2015-2016 | Milwaukee  | 76     | 72     | 31,7   | 49,3  | 25,7   | 76,8  | 5,20    | 1,71    | 0,91   | 0,38   | 14,08  |
| 2016-2017 | Milwaukee  | 51     | 50     | 33,9   | 49,0  | 36,5   | 74,3  | 6,16    | 2,78    | 0,98   | 0,43   | 20,10  |
| 2017-2018 | Milwaukee  | 31     | 3      | 24,0   | 48,2  | 38,3   | 74,1  | 4,87    | 1,90    | 0,81   | 0,32   | 12,61  |
| 2018-2019 | Chicago    | 39     | 17     | 26,7   | 47,4  | 32,5   | 73,1  | 6,18    | 2,15    | 0,59   | 0,36   | 14,26  |
| 2018-2019 | Washington | 25     | 0      | 27,3   | 52,3  | 29,6   | 68,4  | 7,20    | 2,72    | 0,92   | 0,64   | 14,96  |
| 2019-2020 | Atlanta    | 32     | 23     | 26,2   | 50,4  | 27,0   | 73,6  | 5,97    | 1,81    | 1,31   | 0,47   | 15,00  |
| 2019-2020 | Sacramento | 6      | 0      | 13,4   | 58,3  | 25,0   | 88,9  | 3,83    | 1,67    | 0,50   | 0,17   | 8,50   |
| 2020-2021 | Sacramento | 3      | 0      | 9,1    | 57,1  | 0,0    | 0,0   | 2,00    | 0,33    | 0,00   | 0,33   | 2,67   |
| 2020-2021 | Boston     | 10     | 0      | 13,8   | 54,2  | 20,0   | 76,9  | 3,60    | 1,00    | 0,10   | 0,40   | 6,40   |
| 2021-2022 | Boston     | 12     | 0      | 9,4    | 47,4  | 50,0   | 100,0 | 2,33    | 0,50    | 0,33   | 0,08   | 4,42   |
| Carrière  | Carrière   | 310    | 190    | 27,5   | 49,4  | 32,6   | 74,3  | 5,49    | 1,97    | 0,87   | 0,38   | 14,13  |

#### Playoffs
| Saison   | Équipe    | Matchs | Titul. | Min./m | % Tir | % 3pts | % LF | Rbds/m. | Pass/m. | Int/m. | Ctr/m. | Pts/m. |
| -------- | --------- | ------ | ------ | ------ | ----- | ------ | ---- | ------- | ------- | ------ | ------ | ------ |
| 2018     | Milwaukee | 7      | 0      | 23,9   | 45,2  | 31,6   | 61,5 | 6,14    | 1,43    | 1,00   | 0,57   | 10,00  |
| 2021     | Boston    | 4      | 0      | 14,8   | 61,9  | 40,0   | 75,0 | 3,80    | 0,50    | 0,00   | 0,80   | 8,50   |
| Carrière | Carrière  | 11     | 0      | 20,5   | 49,4  | 33,3   | 66,7 | 5,30    | 1,10    | 0,60   | 0,60   | 9,50   |

## Records sur une rencontre en NBA
Les records personnels de Jabari Parker en NBA sont les suivants, :
| Type de statistique        | Saison régulière | Saison régulière                  | Saison régulière | Playoffs | Playoffs            | Playoffs      |
| Type de statistique        | Record           | Adversaire                        | Date             | Record   | Adversaire          | Date          |
| -------------------------- | ---------------- | --------------------------------- | ---------------- | -------- | ------------------- | ------------- |
| Points                     | 36               | Rockets de Houston                | 29 février 2016  | 17       | 2 fois              | 2 fois        |
| Paniers marqués            | 16               | Rockets de Houston                | 29 février 2016  | 7        | 2 fois              | 2 fois        |
| Paniers tentés             | 26               | Pelicans de La Nouvelle-Orléans   | 10 novembre 2016 | 15       | @ Celtics de Boston | 24 avril 2018 |
| Paniers à 3 points réussis | 5                | 2 fois                            | 2 fois           | 2        | 2 fois              | 2 fois        |
| Paniers à 3 points tentés  | 8                | @ Nuggets de Denver               | 1er avril 2018   | 7        | @ Celtics de Boston | 24 avril 2018 |
| Lancers francs réussis     | 13               | Rockets de Houston                | 29 novembre 2014 | 4        | Celtics de Boston   | 22 avril 2018 |
| Lancers francs tentés      | 14               | Rockets de Houston                | 29 novembre 2014 | 6        | Celtics de Boston   | 22 avril 2018 |
| Rebonds offensifs          | 6                | 2 fois                            | 2 fois           | 4        | @ Celtics de Boston | 24 avril 2018 |
| Rebonds défensifs          | 13               | @ Pelicans de La Nouvelle-Orléans | 7 novembre 2018  | 9        | Celtics de Boston   | 26 avril 2018 |
| Rebonds totaux             | 15               | @ Suns de Phoenix                 | 27 mars 2019     | 11       | Celtics de Boston   | 26 avril 2018 |
| Passes décisives           | 9                | 2 fois                            | 2 fois           | 2        | 4 fois              | 4 fois        |
| Interceptions              | 4                | 3 fois                            | 3 fois           | 2        | 2 fois              | 2 fois        |
| Contres                    | 4                | @ Trail Blazers de Portland       | 10 novembre 2019 | 3        | Celtics de Boston   | 22 avril 2018 |
| Balles perdues             | 7                | 2 fois                            | 2 fois           | 2        | @ Celtics de Boston | 24 avril 2018 |
| Minutes jouées             | 51               | @ Hawks d'Atlanta                 | 20 février 2016  | 32       | @ Celtics de Boston | 24 avril 2018 |

- Double-double : 23
- Triple-double : 0

Dernière mise à jour : 18 novembre 2020

## Récompenses

### High School
Ci-dessous la liste des récompenses obtenues par Jabari Parker au cours de son parcours scolaire.
- Gatorade National et Illinois Boys Basketball Player of the Year (2012).
- USA Today All-USA first team (2012).
- Illinois Mr. Basketball (2012).
- MaxPreps.com Sophomore All-America first team (2011).
- ESPN Rise Junior (2012), Sophomore (2011) et Freshman of the Year (2010).
- Chicago Sun-Times et ESPNChicago.com Player of the Year (2012).
- Associated Press et Chicago Sun-Times All-Illinois Class 4A first team (2011, 2012).
- Chicago Sun-Times All-Public League first team (2011, 2012).
- Chicago Sun-Times All-Area (2011, 2012)[2].

### Universitaires
Ci-dessous la liste des récompenses obtenues par Jabari Parker au cours de sa carrière universitaire.
- Atlantic Coast Sports Media Association (ACSMA) first team.
- All-ACC first team[35].
- Sélectionné par les entraîneurs dans la All-ACC Freshman Team.
- Sélectionné par les entraîneurs dans la All-ACC Basketball first team[36].
- ACC Freshman of the Year[37].
- Sélectionné dans la NCAA Men's Basketball All-American first-team par différents journaux spécialisés (The Associated Press, The Sporting News, Sports Illustrated...).
- USBWA National Freshman of the Year.
- 2013 Freshman All-American[38].
- Nommé dans l'équipe type du tournoi final de la Atlantic Coast Conference.
- Wayman Tisdale Award[39].

## Salaires
| Année       | Équipe                | Salaire      |
| ----------- | --------------------- | ------------ |
| 2014-2015   | Bucks de Milwaukee    | 4 930 560 $  |
| 2015-2016   | Bucks de Milwaukee    | 5 152 440 $  |
| 2016-2017   | Bucks de Milwaukee    | 5 374 320 $  |
| 2017-2018   | Bucks de Milwaukee    | 6 782 392 $  |
| 2018-2019   | Wizards de Washington | 20 000 000 $ |
| 2019-2020   | Kings de Sacramento   | 6 500 000 $  |
| 2020-2021   | Kings de Sacramento   | 6 500 000 $  |
| 2020-2021   | Celtics de Boston     | 430 729 $    |
| Total Gains | Total Gains           | 55 670 441 $ |
| 2021-2022   | Celtics de Boston     | 2 239 544 $  |

## Vie personnelle
Son père, Sonny, a été sélectionné au premier tour (17e place) de la Draft 1976 de la NBA par les Warriors de Golden State. Il a joué six saisons en NBA, avec des moyennes de 9,9 points, 4,1 rebonds et 2,1 passes décisives par match. Trois de ses oncles ont joué en NFL. Ses frères Darryl et Christian ont respectivement joué pour les universités d'Oregon et de BYU-Hawaii.
Jabari Parker a eu de bons résultats scolaires, maintenant son grade Point Average, (ou GPA, note donnée à chaque étudiant américain en fonction de la moyenne reçue dans chacun de ses matières étudiées au lycée) à 3,63, le classant 18e sur les 377 étudiants de sa promotion. Il s'investit énormément auprès d’associations caritatives comme l’Armée du Salut, Operation PUSH (People United to Serve Humanity) ou la New Beginnings Church. Mormon, il prend régulièrement part à des séminaires d’études bibliques et est un ambassadeur des jeunes de l’Église de Jésus-Christ des saints des derniers jours.